# SAD Majadahonda
SAD Majadahonda és el nom de l'equip d'hoquei sobre gel de la ciutat de Majadahonda, situada a la Comunitat de Madrid. Va ser fundat l'any 1992 com a conseqüència de la construcció de la Pista de Gel La Nevera en aquesta ciutat madrilenya.
La SAD Majadahonda te un club afiliat que exerceix les labors de cantera del club, el Club La Nevera, que milita a les categoríes Sub15 i Sub18, mentre que la SAD Majadahonda ho fa a la primera categoria tant masculina com femenina. La seva principal fita esportiva en categoria masculina va ser la consecució de la Lliga espanyola de la temporada 1997-98, derrotant a la final al Club Gel Puigcerdà.
Per altra banda, pel que fa a la categoria femenina, el club ha guanyat un total de 8 Lligues espanyoles, esdevenint el club amb més títols, així com l'únic capaç de guanyar 5 títols de forma consecutiva. L'equip femení també ha guanyat 11 Copes espanyoles, esdevenint també l'equip amb el rècord de títols.

## Palmarès

### Masculí
- 1 Lliga espanyola: 1997-98

### Femení
- 8 Lligues espanyoles: 2012-13, 2013-14, 2014-15, 2016-17, 2017-18, 2018-19, 2019-20 i 2020-21.
- 11 Copes de la Reina: 2009, 2010, 2012, 2013, 2014, 2015, 2017, 2018, 2019, 2021 i 2023